# 裴阿欠
裴阿欠（1891年—1976年），云南福贡人，中华人民共和国政治人物，云南傈僳族早期基督教会领袖，出生于云南怒江州碧江县子里甲乡金秀谷村农民家庭；與其妻怒瑪昌育有兒子阿坡四和阿鄧四及女兒青瑪仁。
担任怒江州第一任州长。1954年，当选第一届全国人民代表大会代表。